# Droga międzynarodowa M13 (Ukraina)
Droga magistralna M13 (ukr. Автошлях М 13) − trasa międzynarodowego znaczenia na terenie Ukrainy. M13 biegnie z południowego zachodu od Kropywnyckiego do granicy z Mołdawią w miejscowości Okny. Łączna długość 258,1 km.
Miejscowości przy drodze M13
- Kropywnycki
- Okny

## Informacje ogólne
Droga powstała w ramach korytarza Połtawa-Bukareszt o łącznej długości 1047 km. Dokumentację projektową zatwierdzono w 1959 r. (Rozporządzenie Ministerstwa Transportu ZSRR nr 581-II z dnia 30.10.1959 r.), budowę rozpoczęto w 1964 r.
Rozpoczyna się od Kropywnyckiego, biegnie w pobliżu Pomiczna, Pierwomajska, Ananiewa, przez Wradijewkę, Agafijewkę, Oknę, kończy się na przejściu granicznym Płatonow na granicy z Mołdawią i dalej do Kiszyniowa. Przebiega przez terytorium obwodów kirowohradzkiego, mikołajowskiego i odeskiego. Większość jezdni pokryta jest betonowymi płytami.